# Vlada Čigirëva
Vlada Aleksandrovna Čigirëva (in russo Влада Александровна Чигирёва?; Rostov sul Don, 18 dicembre 1994) è una sincronetta russa medaglia d'oro nella gara a squadre alle Giochi olimpici di Rio de Janeiro 2016 e Tokyo 2020 e sei volte campionessa del mondo.

## Carriera
Figlia di un'allenatrice, Čigirëva inizia a collezionare medaglie già a livello juniores laureandosi nel 2010 campionessa del mondo. Nel 2012, inoltre, diviene da individualista campionessa del mondo nella nuova specialità della "figura". L'anno seguente debutta con la squadra maggiore della Russia vincendo due medaglie d'oro alle Universiadi di Kazan', e successivamente conquista i suoi primi titoli mondiali ai campionati di Barcellona 2013.
Ha rappresentato ROC ai Giochi olimpici di Tokyo 2020, dove ha vinto la medaglia d'oro nella gara a squadre.

## Palmarès
- Giochi olimpici

Rio de Janeiro 2016: oro nella gara a squadre.
Tokyo 2020: oro nella gara a squadre.
- Mondiali

Barcellona 2013: oro nella gara a squadre (programma tecnico e libero) e nel libero combinato.
Kazan' 2015: oro nella gara a squadre (programma tecnico e libero) e nel libero combinato.
Budapest 2017: oro nella gara a squadre (programma tecnico e libero).
Gwangju 2019: oro nella gara a squadre (programma tecnico e libero) e nel libero combinato.
- Europei

Berlino 2014: oro nella gara a squadre.
Londra 2016: oro nella gara a squadre (programma tecnico) e nel libero combinato.
- Universiadi

Kazan' 2013: oro nella gara a squadre e nel libero combinato.

## Onorificenze

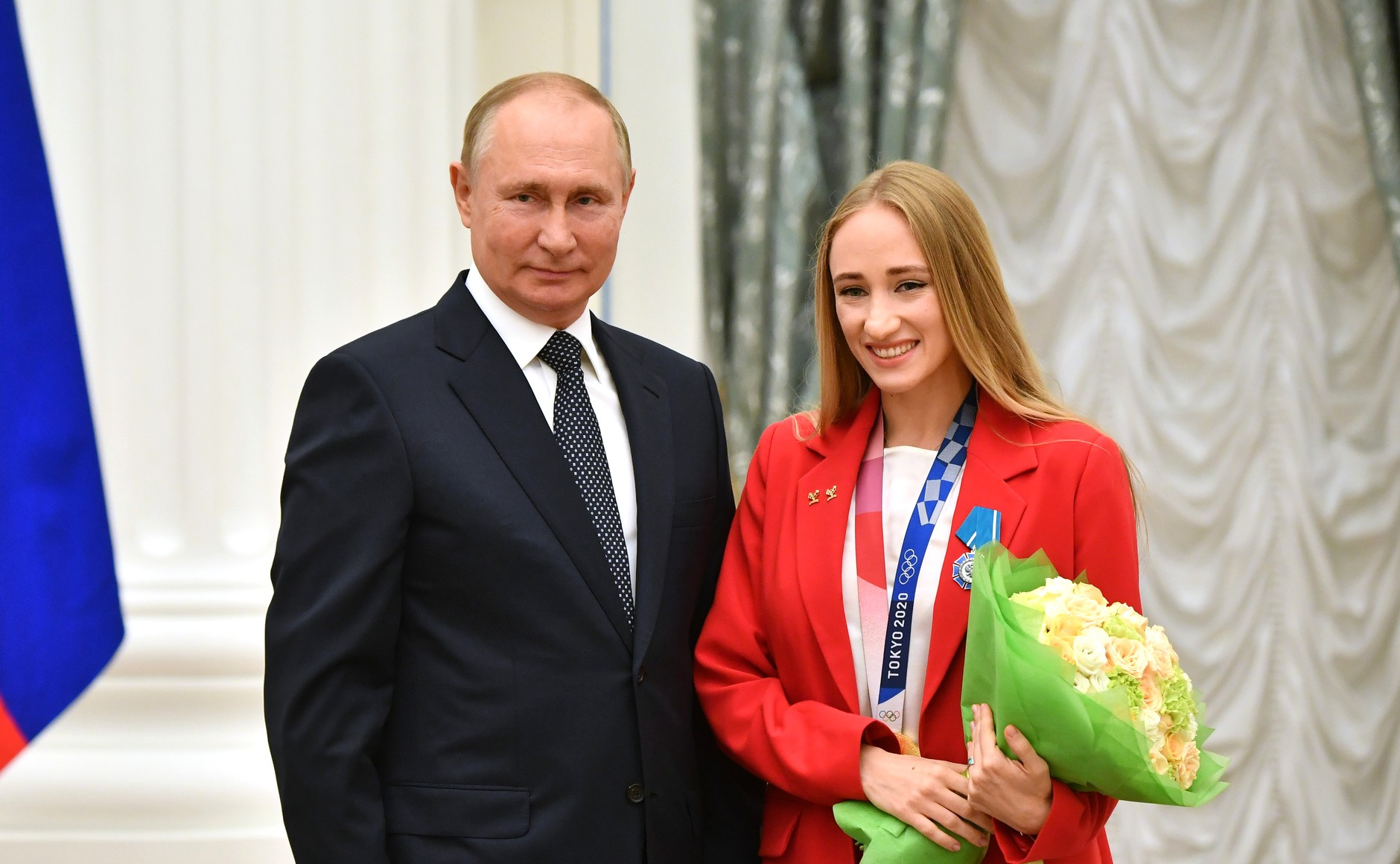
Čigirëva e il presidente russo Putin alla cerimonia per l'assegnazione dell'ordine d'onore, 2021.